# Verzug (Mechanik)
Allgemein versteht man unter dem Begriff Verzug die Änderung der Maße und der Form eines Werkstückes, beispielsweise durch gezielte oder auch durch einsatzbedingte, unvermeidbare Wärmebehandlung wie z. B. beim Gießen und Schweißen. Die Maßänderung bezeichnet die rein lineare Änderung der Größe ohne Veränderung der geometrischen Formgebung; Maß- und Formänderungen können einzeln auftreten, sind jedoch meist überlagert.
In der Fertigung werden durch verschiedene Mechanismen Verzüge in ein Bauteil eingebracht, die unter Umständen dazu führen, dass die angestrebte Qualitätsklasse des Bauteils nicht erreicht wird. Die Anwendung der Methode des Distortion Engineering ist geeignet, einen Fertigungsprozess auf die Ursachen entstehender Verzüge zu untersuchen und sie zu kompensieren. Damit kann der Verzug am fertigbearbeiteten Bauteil minimiert werden.
Typisches Beispiel für unerwünschten Verzug ist der Schlag bzw. die Unwucht an einer Bremsscheibe, der durch fehlerhafte Fertigung oder Überhitzung während des Betriebs auftritt und die Bremswirkung nachhaltig beeinträchtigt.
Weiterhin kann es beim Löten zum Verzug einer elektrischen Baugruppe kommen. Dies tritt auf, wenn eine Baugruppe nur an einzelnen Stellen erwärmt wird, in diesem Bereich im warmen Zustand ein Bauelement eingelötet wird und anschließend wieder abkühlt. Sofern das Bauelement nicht den gleichen Längenänderungskoeffizienten besitzt und nicht die gleiche Temperatur beim Löten besessen hat, gibt es Spannungen bei der Baugruppe, die je nach Ausprägung zum Verzug der Baugruppe führen können.

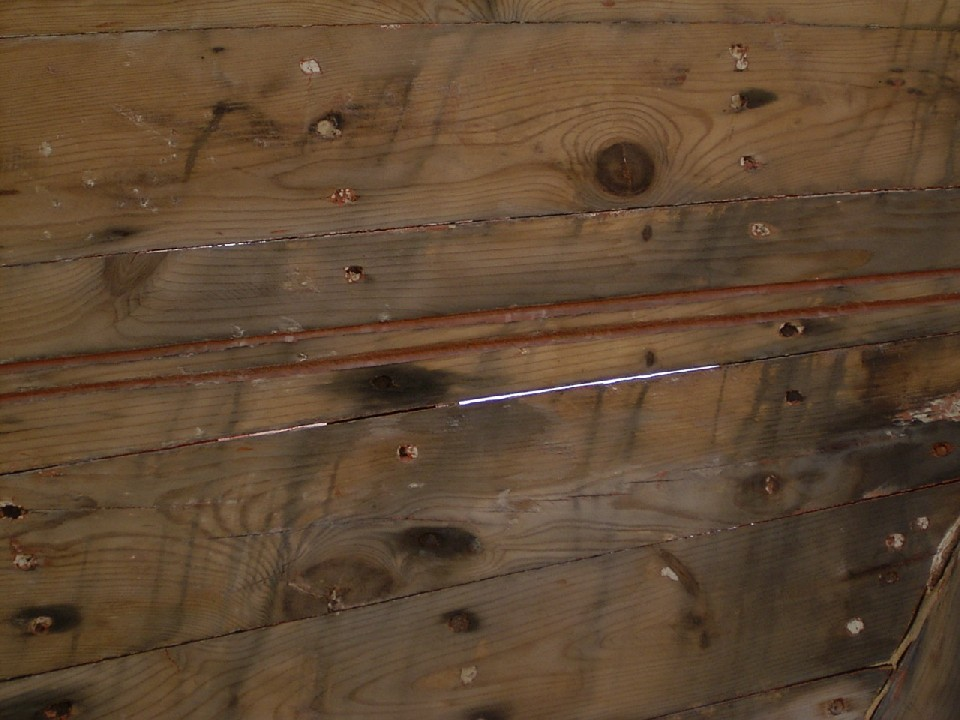
Verzug an den Fugen einer Kraweelbeplankung an einem Boot

Ein anderes typisches und häufiges Vorkommen ist der Verzug bei Gegenständen, die aus Holz oder anderen Naturmaterialien gefertigt sind, insbesondere Möbel, Boote oder Bodenbeläge. Hier ist der Verzug schon sprichwörtlich mit „Holz arbeitet“ bekannt. Der Verzug der geometrischen Form von Holzteilen beruht auf Vorgängen entweder der Quellung oder der Schwindung durch Feuchte und Temperatur.
Der Verzug von Bauteilen beim Schweißen ist unter anderem vom spezifischen Wärmeleitwert der zu schweißenden Bauteile abhängig. Austenitischer Stahl weist einen geringeren spezifischen Wärmeleitwert als unlegierter Stahl auf. Damit wird die Wärme schlechter abgeleitet, worauf sich eine inhomogene Wärmeverteilung bildet. In der inhomogenen Wärmezone will sich das Material stärker ausdehnen, aber durch das kältere umliegende Material wird die Ausdehnung gehemmt, es entstehen Druckeigenspannungen. Die Spannungen im Bauteil werden dabei so groß, dass der Werkstoff fließt. Das Material biegt sich nach dem Temperaturausgleich dorthin, wo vorher das weggeflossene Material war.
Dünnere Bauteile haben beim Schweißen einen höheren Verzug als dickwandige Bauteile. Dies resultiert aus der geringeren Steifigkeit im Fügeverbund bei den dünnen Bauteilen.

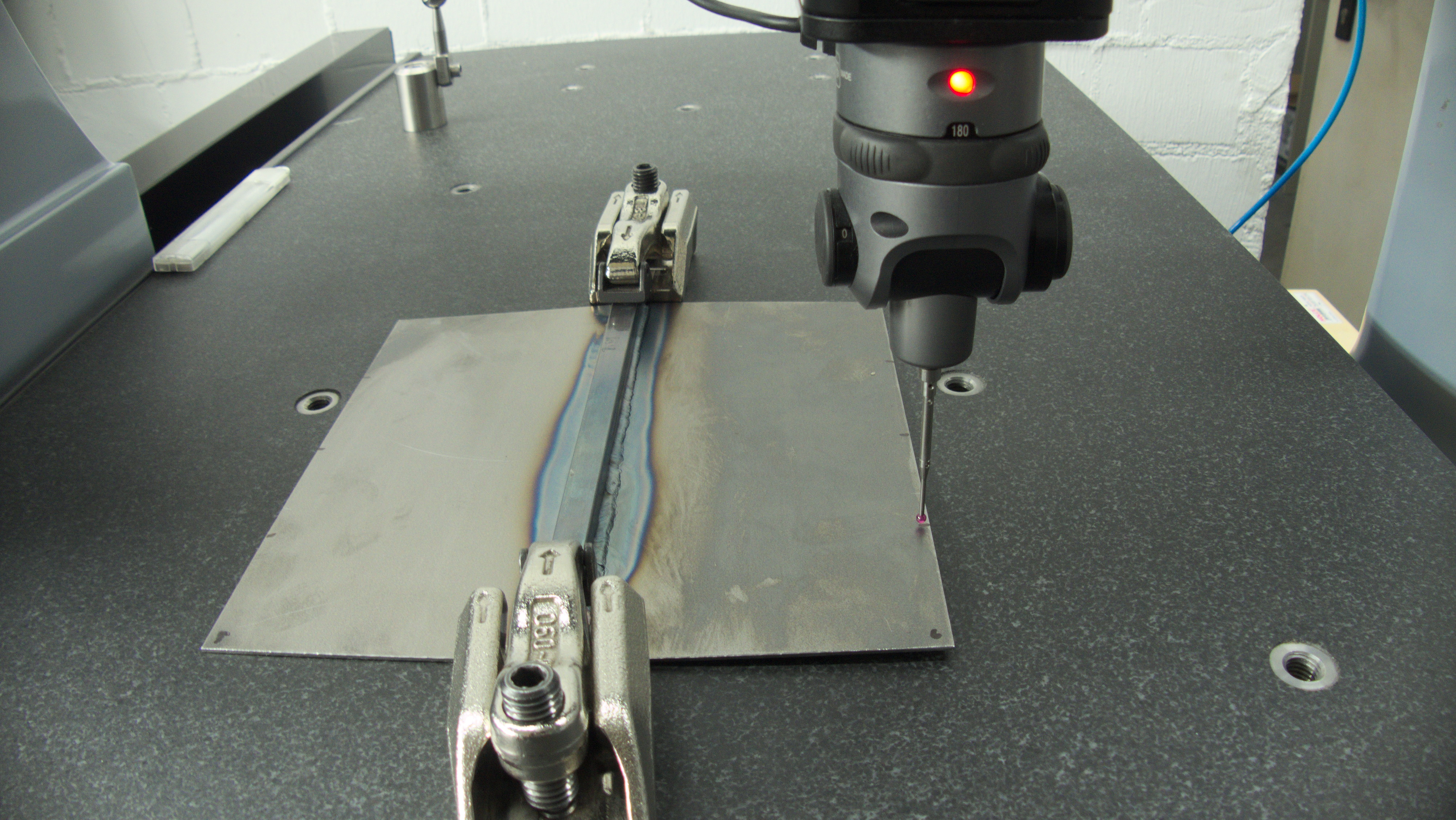
Verzugsmessung an einer Edelstahlprobe (1.4301)